# Dødens tegn og andre mysterier
Dødens tegn og andre mysterier er en novellesamling af Agatha Christie. Den udkom første gang i 1933 i The Hound of Death, som først blev udgivet i Danmark i 1973. Den mest kendte af novellerne er Anklagerens vidne, men også Faresignalet er en klassisk kriminalnovelle. De fleste af de øvrige berører overtro.